# Sydney International 2019
Sydney International 2019 là một giải quần vợt của ATP World Tour 2019 và WTA Tour 2019. Giải được chơi trên mặt sân cứng ngoài trời ở Sydney, New South Wales, Úc.
Đây là lần thứ 126 giải đấu được tổ chức và được diễn ra tại NSW Tennis Centre. Giải đấu diễn ra từ ngày 6 - 12 tháng 1 năm 2019 và là 1 phần của Australian Open Series để chuẩn bị cho giải Grand Slam đầu tiên trong năm.

## Điểm và tièn thưởng

### Phân phối điểm
| Sự kiện | VĐ  | CK  | BK  | TK  | 1/16 | 1/32 | Q  | Q2 | Q1 |
| Đơn nam | 250 | 150 | 90  | 45  | 20   | 0    | 12 | 6  | 0  |
| Đôi nam | 250 | 150 | 90  | 45  | 0    | —    | —  | —  | —  |
| Đơn nữ  | 470 | 305 | 185 | 100 | 55   | 1    | 25 | 13 | 1  |
| Đôi nữ  | 470 | 305 | 185 | 100 | 1    | —    | —  | —  | —  |

### Tiền thưởng
| Sự kiện   | VĐ       | CK       | BK      | TK      | 1/16    | 1/321  | Q3     | Q2     | Q1     |
| Đơn nam   | $83,650  | $44,055  | $23,865 | $13,595 | $8,010  | $4,745 | $2,135 | $1,070 | —      |
| Đôi nam * | $25,410  | $13,360  | $7,240  | $4,140  | $2,430  | —      | —      | —      | —      |
| Đơn nữ    | $190,732 | $101,475 | $54,200 | $23,265 | $12,477 | $6,813 | $3,560 | $1,890 | $1,050 |
| Đôi nữ *  | $47,545  | $25,410  | $13,880 | $7,062  | $3,839  | —      | —      | —      | —      |

1Tiền thưởng vượt qua vòng loại cũng là tiền thưởng vòng 1/32.

*mỗi đội

## Nội dung đơn ATP

### Hạt giống
| Quốc gia | Tay vợt            | Xếp hạng1 | Hạt giống |
| -------- | ------------------ | --------- | --------- |
| GRE      | Stefanos Tsitsipas | 15        | 1         |
| RUS      | Daniil Medvedev    | 16        | 2         |
| ARG      | Diego Schwartzman  | 17        | 3         |
| FRA      | Gilles Simon       | 30        | 4         |
| AUS      | Alex de Minaur     | 31        | 5         |
| FRA      | Lucas Pouille      | 32        | 6         |
| HUN      | Márton Fucsovics   | 36        | 7         |
| ITA      | Andreas Seppi      | 37        | 8         |

- 1 Bảng xếp hạng vào ngày 31 tháng 12 năm 2018.

### Vận động viên khác
Đặc cách:
- James Duckworth
- Alexei Popyrin[3]
- Jordan Thompson[3]

Vượt qua vòng loại:
- Guillermo García López
- Yoshihito Nishioka
- Reilly Opelka
- Andrey Rublev

Thua cuộc may mắn: 
- Guido Andreozzi
- Taro Daniel

### Rút lui
Trước giải đấu
- Kyle Edmund → thay thế bởi  Sam Querrey
- Nicolás Jarry → thay thế bởi  Guido Andreozzi
- Daniil Medvedev → thay thế bởi  Taro Daniel
- Jo-Wilfried Tsonga → thay thế bởi  Denis Kudla

### Bỏ cuộc
- Malek Jaziri

## Nội dung đôi ATP

### Hạt giống
| Quốc gia | Tay vợt              | Quốc gia | Tay vợt        | Xếp hạng1 | Hạt giống |
| -------- | -------------------- | -------- | -------------- | --------- | --------- |
| COL      | Juan Sebastián Cabal | COL      | Robert Farah   | 10        | 1         |
| GBR      | Jamie Murray         | BRA      | Bruno Soares   | 14        | 2         |
| CRO      | Nikola Mektić        | AUT      | Alexander Peya | 30        | 3         |
| Hoa Kỳ   | Rajeev Ram           | GBR      | Joe Salisbury  | 51        | 4         |

- 1 Bảng xếp hạng vào ngày 31 tháng 12 năm 2018.

### Vận động viên khác
Đặc cách:
- Alex Bolt /  Matt Reid
- Lleyton Hewitt /  Jordan Thompson

Thay thế:
- Luke Bambridge /  Jonny O'Mara

### Rút lui
Trước giải đấu
- Nicolás Jarry
- Malek Jaziri

## Nội dung đơn WTA

### Hạt giống
| Quốc gia | Tay vợt              | Xếp hạng1 | Hạt giống |
| -------- | -------------------- | --------- | --------- |
| ROU      | Simona Halep         | 1         | 1         |
| GER      | Angelique Kerber     | 2         | 2         |
| JPN      | Naomi Osaka          | 5         | 3         |
| Hoa Kỳ   | Sloane Stephens      | 6         | 4         |
| CZE      | Petra Kvitová        | 7         | 5         |
| CZE      | Karolína Plíšková    | 8         | 6         |
| NED      | Kiki Bertens         | 9         | 7         |
| RUS      | Daria Kasatkina      | 10        | 8         |
| LAT      | Anastasija Sevastova | 11        | 9         |
| BEL      | Elise Mertens        | 12        | 10        |

- 1 Bảng xếp hạng vào ngày 31 tháng 12 năm 2018.

### Vận động viên khác
Đặc cách:
- Daria Gavrilova [3]
- Petra Kvitová
- Samantha Stosur
- Ajla Tomljanović

Bảo toàn thứ hạng: 
- Timea Bacsinszky

Vượt qua vòng loại:
- Ekaterina Alexandrova
- Danielle Collins
- Priscilla Hon
- Yulia Putintseva
- Aliaksandra Sasnovich
- Kateřina Siniaková

Thua cuộc may mắn:
- Johanna Konta
- Tatjana Maria
- Bernarda Pera
- Monica Puig

### Rút lui
Trước giải đấu
- Naomi Osaka → thay thế bởi  Monica Puig
- Karolína Plíšková → thay thế bởi  Tatjana Maria
- Lesia Tsurenko → thay thế bởi  Bernarda Pera

Trong giải đấu
- Garbiñe Muguruza (GI Illness) [4]

## Nội dung đôi WTA

### Hạt giống
| Quốc gia | Tay vợt            | Quốc gia | Tay vợt                     | Xếp hạng1 | Hạt giống |
| -------- | ------------------ | -------- | --------------------------- | --------- | --------- |
| CAN      | Gabriela Dabrowski | CHN      | Xu Yifan                    | 22        | 1         |
| Hoa Kỳ   | Nicole Melichar    | CZE      | Květa Peschke               | 28        | 2         |
| SLO      | Andreja Klepač     | ESP      | María José Martínez Sánchez | 34        | 3         |
| UKR      | Nadiia Kichenok    | CZE      | Barbora Strýcová            | 42        | 4         |

- 1 Bảng xếp hạng vào ngày 31 tháng 12 năm 2018.

### Vận động viên khác
Đặc cách:
- Priscilla Hon /  Ajla Tomljanović

## Nhà vô địch

### Đơn nam
- Alex de Minaur đánh bại  Andreas Seppi, 7–5, 7–6(7–5)

### Đơn nữ
- Petra Kvitová đánh bại  Ashleigh Barty 1–6, 7–5, 7–6(7–6) Đây là danh hiệu đầu tiên trong mùa giải của Kvitova và thứ 26 trong sự nghiệp của cô.

### Đôi nam
- Jamie Murray /  Bruno Soares đánh bại  Juan Sebastián Cabal /  Robert Farah, 6–4, 6–3

### Đôi nữ
- Aleksandra Krunić /  Kateřina Siniaková đánh bại  Eri Hozumi /  Alicja Rosolska, 6–1, 7–6(7–3)